# Marian von Bardowick
Marian von Bardowick († 3. November 782 in Bardowick) war Diakon und Glaubensbote an der unteren Elbe. Er wird in der katholischen Kirche als Heiliger verehrt.
Gemeinsam mit Egistius war der Märtyrer Marian vermutlich Schüler Willehads von Bremen. Er wurde während des blutig niedergeschlagenen Sachsenaufstands im Jahr 782 von Heiden erschlagen.
Bis zur Reformation befanden sich seine Reliquien in Bardowick, wo ihm eine Kirche geweiht war und in Verden.
Der Name ist in Polen, aber auch in Tschechien, weit verbreitet.

## Gedenktag
3. November

## Namensbedeutung
Der Name beruht auf dem lateinischen Namen Marianus, einer Ableitung aus dem römischen Gentilnamen Marius, die auch als Cognomen getragen wurde und „zu Marius gehörig“ bedeutete, im Christentum jedoch auch auf den Namen Maria bezogen wurde: „der mit Maria verbundene.“